# Tahj Mowry
Tahj Dayton Mowry (* 17. Mai 1986 in Honolulu, Hawaii) ist ein US-amerikanischer Schauspieler.

## Schauspielkarriere
Mowry ist der Bruder der Schauspielerinnen Tamera Mowry und Tia Mowry.
Er wurde durch seine Rolle in der Fernsehserie Smart Guy bekannt und spielte auch in Sendungen wie Full House und einigen Disney Channel Original Movies mit. Er schenkte der Figur Wade aus der Zeichentrickserie Kim Possible seine Stimme und hatte einen Gastauftritt in der Serie Hotel Zack & Cody. Weiterhin sprach er den jungen Sonic aus der Kinderfernsehserie Sonic the Hedgehog in The show’s Saturday morning incarnation. 1996 spielte er in einer Episode von Star Trek: Raumschiff Voyager und in dem Film Sind wir endlich fertig? neben Ice Cube eine Rolle. Mowry ist auch Sänger, was beim Disney Channel Circle of Stars bei den Aufnahmen zu dem Lied Circle of Life zu sehen war.

## Filmografie (Auswahl)
- 1991–1995: Full House (Fernsehserie, 14 Episoden)
- 1994–1997: Sister, Sister (Fernsehserie, 3 Episoden)
- 1996: Star Trek: Voyager (Fernsehserie, Episode 2x22)
- 1996: Friends (Fernsehserie, 1 Episode)
- 1997–1999: Smart Guy (Fernsehserie, 51 Episoden)
- 1999: We Wish You a Merry Christmas
- 2000: Seventeen Again (Fernsehfilm)
- 2001: Das Verpuffungsphänomen (The Poof Point, Fernsehfilm)
- 2001: Herrchen wider Willen (Hounded, Fernsehfilm)
- 2002–2007: Kim Possible (Stimme)
- 2004: Hermine & Friends: Webster the Scaredy Spider (Stimme)
- 2005: Hermine & Friends: Buzby, the Misbehaving Bee (Stimme)
- 2006: Hotel Zack & Cody (Fernsehserie, Episode 2x26)
- 2006, 2009: The Game (Fernsehserie, 3 Episoden)
- 2007: Desperate Housewives (Fernsehserie, 1 Episode)
- 2007: Sind wir endlich fertig? (Are We Done Yet?)
- 2012–2017: Baby Daddy (Fernsehserie)